# Platygyra carnosa
Espèce
Platygyra carnosa est une espèce de coraux appartenant à la famille des Merulinidae.